# Renato Cordero
Renato Antonio Cordero Romo (San Felipe, Chile; 16 de abril de 2003) es un futbolista chileno que se desempeña como centrocampista y que actualmente milita, cedido desde Universidad de Chile, en Universidad de Concepción de la Primera B de Chile.

## Trayectoria
Producto de las divisiones inferiores de la U, obtuvo su primera citación por el técnico Rafael Dudamel para el partido ante San Lorenzo por la Copa Libertadores, esto debido a un brote de COVID-19 que sufrió el equipo azul. Cordero estuvo en la banca en la derrota del conjunto laico por 2-0.
En julio de 2022, fue nuevamente citado, por el técnico Diego López, para enfrentar el partido ante O'Higgins válido por el campeonato de  Primera División. Debutó en dicho encuentro, ingresando en reemplazo de Nery Domínguez quien se retiró lesionado. El partido terminó con victoria de O'Higgins 1-0.
Anotó su primer gol profesional el 17 de junio de 2024, en el triunfo por 5-1 ante Municipal Puente Alto, por los octavos de final de la Zona Centro Norte de la Copa Chile de ese año. Sin continuidad en el primer equipo, aceptó partir a préstamo a Universidad de Concepción de la Primera B durante el segundo semestre de 2024, período en que disputó siete partidos en la segunda división. A pesar de jugar el segundo semestre en Concepción, recibió una medalla de campeón de la Copa Chile, torneo ganado por Universidad de Chile al vencer en la final a Ñublense por 1-0.
En 2025 aceptó continuar cedido en el equipo de la región del Biobío. Convirtió su primer tanto con el club el 8 de marzo de ese año en el triunfo por 2-0 contra Cobreloa, gracias a un remate de media distancia que logró superar al portero Hugo Araya.

## Estadísticas

### Clubes
| Club                              | Div        | Temporada  | Liga  | Liga  | Copas nacionales | Copas nacionales | Torneos internacionales | Torneos internacionales | Total | Total |
| Club                              | Div        | Temporada  | Part. | Goles | Part.            | Goles            | Part.                   | Goles                   | Part. | Goles |
| --------------------------------- | ---------- | ---------- | ----- | ----- | ---------------- | ---------------- | ----------------------- | ----------------------- | ----- | ----- |
| Universidad de Chile · Chile      | 1.ª        | 2022       | 3     | 0     | 2                | 0                | —                       | —                       | 5     | 0     |
| Universidad de Chile · Chile      | 1.ª        | 2023       | 12    | 0     | 2                | 0                | —                       | —                       | 14    | 0     |
| Universidad de Chile · Chile      | 1.ª        | 2024       | 4     | 0     | 4                | 1                | —                       | —                       | 8     | 1     |
| Universidad de Chile · Chile      | Total club | Total club | 19    | 0     | 8                | 1                | 0                       | 0                       | 27    | 1     |
| Universidad de Concepción · Chile | 2.ª        | 2024       | 7     | 0     | —                | —                | —                       | —                       | 7     | 0     |
| Universidad de Concepción · Chile | 2.ª        | 2025       | 8     | 1     | 5                | 0                | —                       | —                       | 13    | 1     |
| Universidad de Concepción · Chile | Total club | Total club | 15    | 1     | 5                | 0                | 0                       | 0                       | 20    | 1     |
| Total club                        | Total club | Total club | 34    | 1     | 13               | 1                | 0                       | 0                       | 47    | 2     |
| 1.                                |            |            |       |       |                  |                  |                         |                         |       |       |

## Palmarés

### Títulos nacionales
| Título     | Club                 | País  | Año  |
| ---------- | -------------------- | ----- | ---- |
| Copa Chile | Universidad de Chile | Chile | 2024 |